# Saint-Pierre-le-Bost
Saint-Pierre-le-Bost ist eine Gemeinde im Zentralmassiv in Frankreich. Sie gehört zur Region Nouvelle-Aquitaine, zum Département Creuse, zum Arrondissement Aubusson und zum Kanton Boussac.

## Geografie
Die Gemeinde grenzt an im Norden an Préveranges, im Nordosten an Saint-Palais, im Osten an Saint-Sauvier, im Südosten an Leyrat, im Südwesten an Boussac-Bourg und im Westen an Saint-Marien.
Die vormalige Route nationale 697 führt über Saint-Pierre-le-Bost.

## Bevölkerungsentwicklung
| Jahr      | 1962 | 1968 | 1975 | 1982 | 1990 | 1999 | 2008 | 2013 |
| --------- | ---- | ---- | ---- | ---- | ---- | ---- | ---- | ---- |
| Einwohner | 334  | 301  | 221  | 183  | 165  | 156  | 152  | 143  |